# Criquebeuf-en-Caux
Criquebeuf-en-Caux är en kommun i departementet Seine-Maritime i regionen Normandie i norra Frankrike. Kommunen ligger i kantonen Fécamp som tillhör arrondissementet Le Havre. År 2022 hade Criquebeuf-en-Caux 404 invånare.

## Befolkningsutveckling
Antalet invånare i kommunen Criquebeuf-en-Caux
| Referens: INSEE |